# Waldemar Chorążyczewski
Waldemar Chorążyczewski (ur. 17 grudnia 1967 w Inowrocławiu) – polski historyk, archiwista, specjalizujący się w historii nowożytnej i archiwistyce.

## Życiorys
Ukończył I Liceum Ogólnokształcące im. Jana Kasprowicza w Inowrocławiu w 1986 i w tym roku rozpoczął studia na Uniwersytecie Mikołaja Kopernika w Toruniu. Studia ukończył w 1991 r. Stopień doktora nauk humanistycznych uzyskał w 1997 r. Tematem jego pracy doktorskiej były Prywatne archiwa polityczne w Polsce XVI wieku, napisanej pod opieką prof. dr hab. Bohdana Ryszewskiego. Stopień doktora habilitowanego nauk humanistycznych w zakresie historii i archiwistyki uzyskał na Wydziale Nauk Historycznych w 2008 r. na podstawie rozprawy Przemiany organizacyjne polskiej kancelarii królewskiej u progu czasów nowożytnych. Tytuł profesora uzyskał w 2023 roku.
W latach 1991–1992 pracował w Archiwum Państwowym w Toruniu. Od 1992 zatrudniony na Uniwersytecie Mikołaja Kopernika w Toruniu. W latach 2010–2013 był również pracownikiem Uniwersytetu Wileńskiego. W latach 2012–2019 prodziekan Wydziału Nauk Historycznych UMK.
Jego zainteresowania badawcze obejmują archiwistykę, polską kancelarię królewską, historię Polski epoki jagiellońskiej, historię Kujaw w epoce nowożytnej i klimatologię historyczną.

## Wybrane publikacje
- Zachęta do archiwistyki, Toruń 2022
- Pamięć domu Komierowskich: studium z dziejów rodu szlacheckiego w XVIII wieku, współautor Stanisław Roszak, Toruń 2002
- Przemiany organizacyjne polskiej kancelarii królewskiej u progu czasów nowożytnych, Toruń 2007
- The Polish Climate in the European Context: An Historical Overview, wspólnie z Rajmund Krzysztof Przybylak, Piotr Oliński, Wiesław Nowosad, Krzysztof Syta, w: The Climate of Poland in Recent Centuries: A Synthesis of Current Knowledge: Documentary evidence, wyd. Przybylak R, Majorowicz J, Brázdil R, Kejna M, Springer, Berlin Heidelberg New York, 167-190.
- Dziennik podróży Butlera do Włoch i Niemiec w latach 1779-1780 [Butlerio kelionės į Italiją ir Vokietiją 1779-1780 metais dienoraštis.] oprac. Waldemar Chorążyczewski, Arvydas Pacevičius, Agnieszka Rosa, Vilnius 2013

## Pełnione funkcje
- Kierownik Podyplomowego Studium Archiwistyki UMK 2001-2005
- Zastępca dyrektora Instytutu Historii i Archiwistyki UMK 2005-2010
- Członek Senatu UMK 2008-2012
- Prodziekan Wydziały Nauk Historycznych od 2012-2019
- Wiceprezes Oddziału Polskiego Towarzystwa Historycznego w Inowrocławiu
- Prezes Oddziału Toruńskiego Stowarzyszenia Archiwistów Polskich 2002-2012
- Sekretarz Generalny Stowarzyszenia Archiwistów Polskich 2007-2012
- Członek Zarządu Stowarzyszenia Archiwistów Polskich od 2007
- Redaktor naczelny czasopisma Archiwa - Kancelarie - Zbiory

## Odznaczenia
Srebrny Krzyż Zasługi